# 豊栄駅

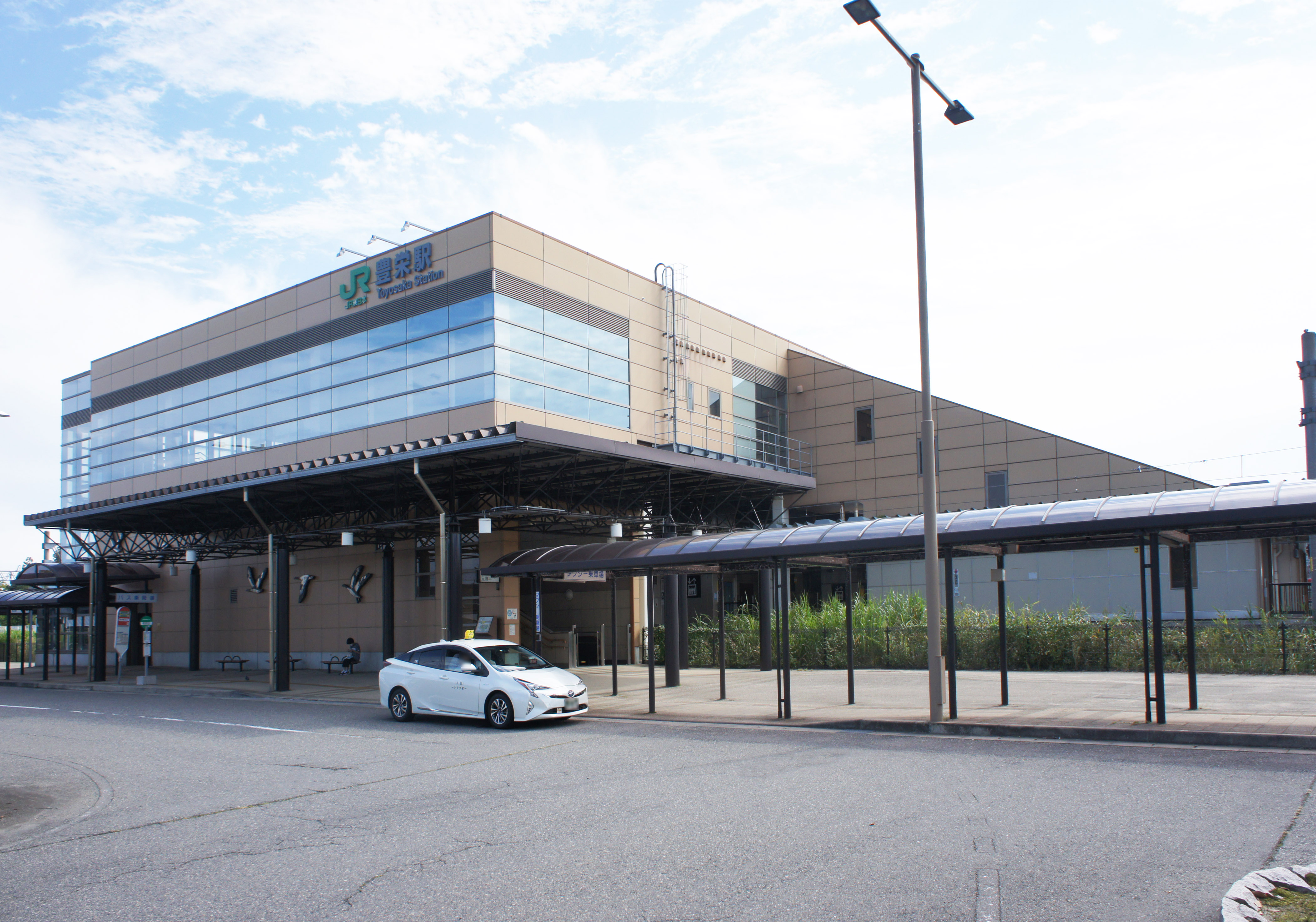
北口（2021年9月）

豊栄駅（とよさかえき）は、新潟県新潟市北区白新町一丁目にある、東日本旅客鉄道（JR東日本）白新線の駅である。

## 概要
新潟市北区の中心地、旧豊栄市の中心にある。
特急「いなほ」をはじめ、全ての旅客列車が停車する（一部の臨時列車を除く）。また、普通列車は1時間に新潟駅 - 当駅間で3本、昼間当駅　- 新発田駅間で1本程度の運転となっている。

## 歴史
- 1952年（昭和27年）12月23日：白新線・新発田 - 当駅間開通の際に開設[1][2][3]。開業当初の駅名は当時の自治体名である葛塚駅（くずつかえき）[1][注 1]。
- 1956年（昭和31年）4月15日：白新線・当駅 - 上沼垂信号場間が開通し全通。
- 1972年（昭和47年）9月1日：貨物の取り扱いを廃止[5]。
- 1975年（昭和50年）6月3日：跨線橋の供用を開始[6]。
- 1976年（昭和51年）4月1日：豊栄駅に改称[1][注 2]。
- 1987年（昭和62年）4月1日：国鉄分割民営化により、東日本旅客鉄道（JR東日本）の駅となる[2]。
- 1997年（平成9年）3月22日：同日のダイヤ改正より、特急「いなほ」の一部列車が停車[10]。
- 2004年（平成16年）
  - 3月13日：同日のダイヤ改正より、快速「きらきらうえつ」が停車。
  - 12月4日：橋上化工事に伴い仮駅舎を開設。自動改札機の供用を開始[11][12]。
- 2006年（平成18年）
  - 1月21日：ICカード「Suica」の利用が可能となる[13]。
  - 3月25日：橋上駅舎の使用を開始し、北口を新設[14]。同年4月、北口駅前広場が完工。
- 2010年（平成22年）3月5日：指定席券売機の稼働を開始[15]。
- 2018年（平成30年）7月1日：JR新潟ビジネスに改札業務を委託。直営駅から業務委託駅になる[16]。

### 橋上駅舎への改築
当駅は市街地側に面した南側を出入口としてきたが、1970年代から駅北側の宅地開発が急速に進捗したことから、次第に駅南北の往来に支障を来たし始めた。駅東側には線路南北をアンダーパスする市道が通っていたが、高さ・幅員とも小さく、次第に増加する通行量を処理しきれなくなったことから、1991年（平成3年）に歩道を併設したアンダーパスが新たに開通した。また、駅周辺には踏切が元々少なかった上、安全性に問題のある小規模な踏切（特に警報機・遮断機が不備なもの）が次々と廃止されたこともあり、非常に不便であったため、市民からはかねてより「北口を開設してほしい」という意見が数多く寄せられていた。また当駅の駅舎自体も、開業時のものを幾度か改修しながら使用し続けていたが、築半世紀を越えて老朽化が著しい上、全体的に狭隘であったため、近年の乗降客増加に対応しきれない状況が続いていた。
このため旧豊栄市とJR東日本は、駅舎を自由通路を内包する橋上駅舎として改築することを決定。2004年（平成16年）秋から改築工事に着手、2006年（平成18年）3月25日にオープンした。現駅舎はエレベーター、エスカレーター、多機能トイレなどを備えた、バリアフリーを考慮した構造に設計されている。駅内の自由通路は自転車も通行できるほか、新潟市の第三セクターが運営するコンビニエンスストアも設けられている。駅舎完成後、南北双方の駅前広場が整備された。

## 駅構造
自由通路を併設した橋上駅舎を有する地上駅。単式ホーム1面1線、島式ホーム1面2線の計2面3線のホームがある。ホームの有効長は1・2番線が10両まで、3番線が4両までの対応となっている。また、白新線の単線区間の駅構内は全駅一線スルー方式となっており、貨物列車などの通過列車は1番線を使用する。
JR東日本新潟シティクリエイト（JENIC）が運営する業務委託駅で、新潟駅が管理している。2018年（平成30年）6月末までは単駅管理の直営駅だったが、運転管理業務のない駅構造のため委託駅として選定された。
改札口には自動改札機が設置されており、全通路でSuicaなどのICカードが利用できる。有人改札横には、みどりの窓口、多機能券売機、指定席券売機がそれぞれ設置されている。また、改札口周辺には、コンビニエンスストア（ヤマザキショップ豊栄駅店、新潟市などによる第三セクター「まちづくり豊栄」運営。Suicaショッピングサービス利用可）、自動販売機、待合室（改札内）などがある。なお、コンビニエンスストアでは、冬季を除き無料のレンタサイクルの取り扱いが行われている。
バリアフリー対策として、改札口正面には音声案内装置や触地図を備えた周辺地図が設けられている。南口・北口のエントランス部と両ホームにはエレベーターとエスカレーター、誘導チャイムが設置されている。南口・北口ともエントランス部は階段と上下エスカレーター（自動運転方式）が並行して設けられている。改札内には、オストメイトに対応した多機能トイレが設けられている。改札外のトイレは南口駅前（送迎用駐車場・駐輪場そば）と北口1階（多機能トイレあり）に設けられている。

### のりば
| 番線  | 路線    | 方向 | 行先       | 備考        |
| ----- | ------- | ---- | ---------- | ----------- |
| 1 - 3 | ■白新線 | 上り | 新潟方面   | おもに1番線 |
| 1 - 3 | ■白新線 | 下り | 新発田方面 | おもに1番線 |

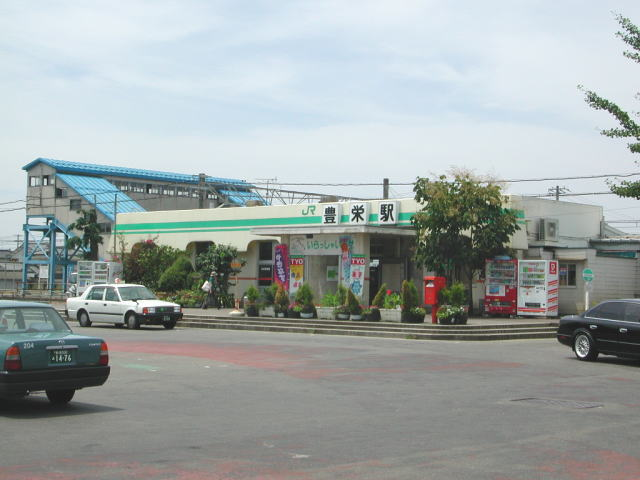
旧駅舎（2004年8月）
自由通路内（2019年5月）
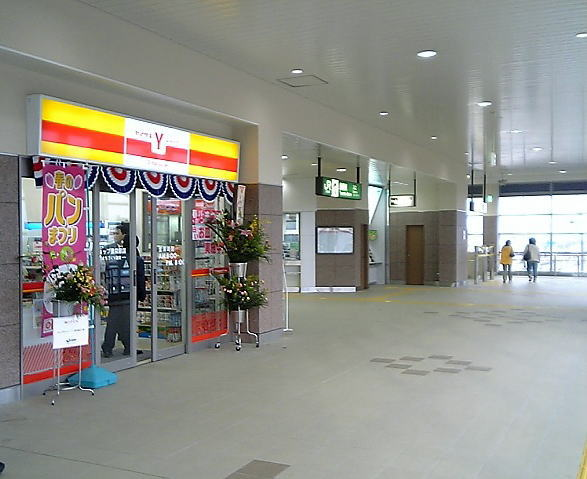
コンビニ（2006年3月）
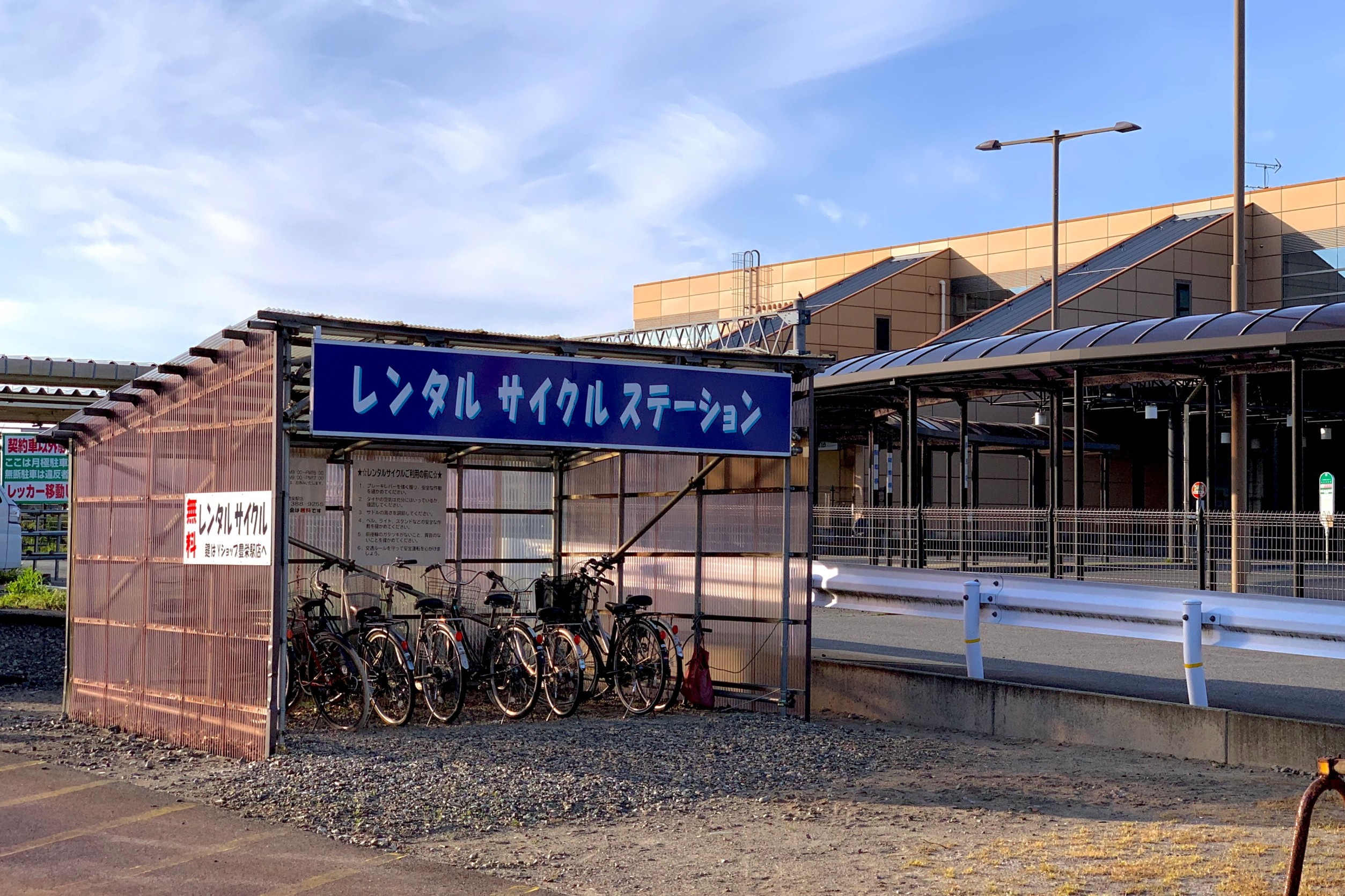
無料レンタサイクル（2020年5月）
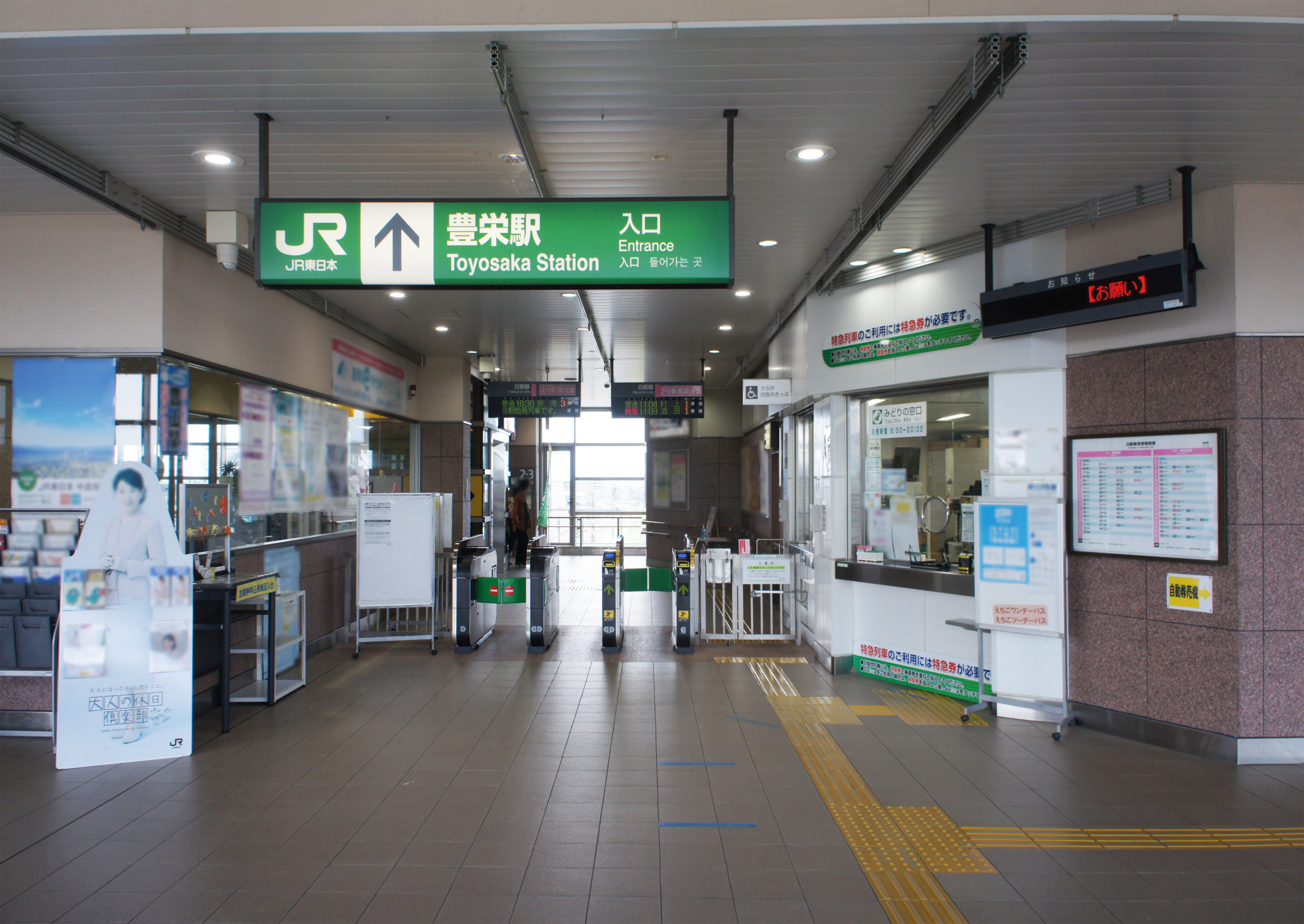
改札口（2021年9月）
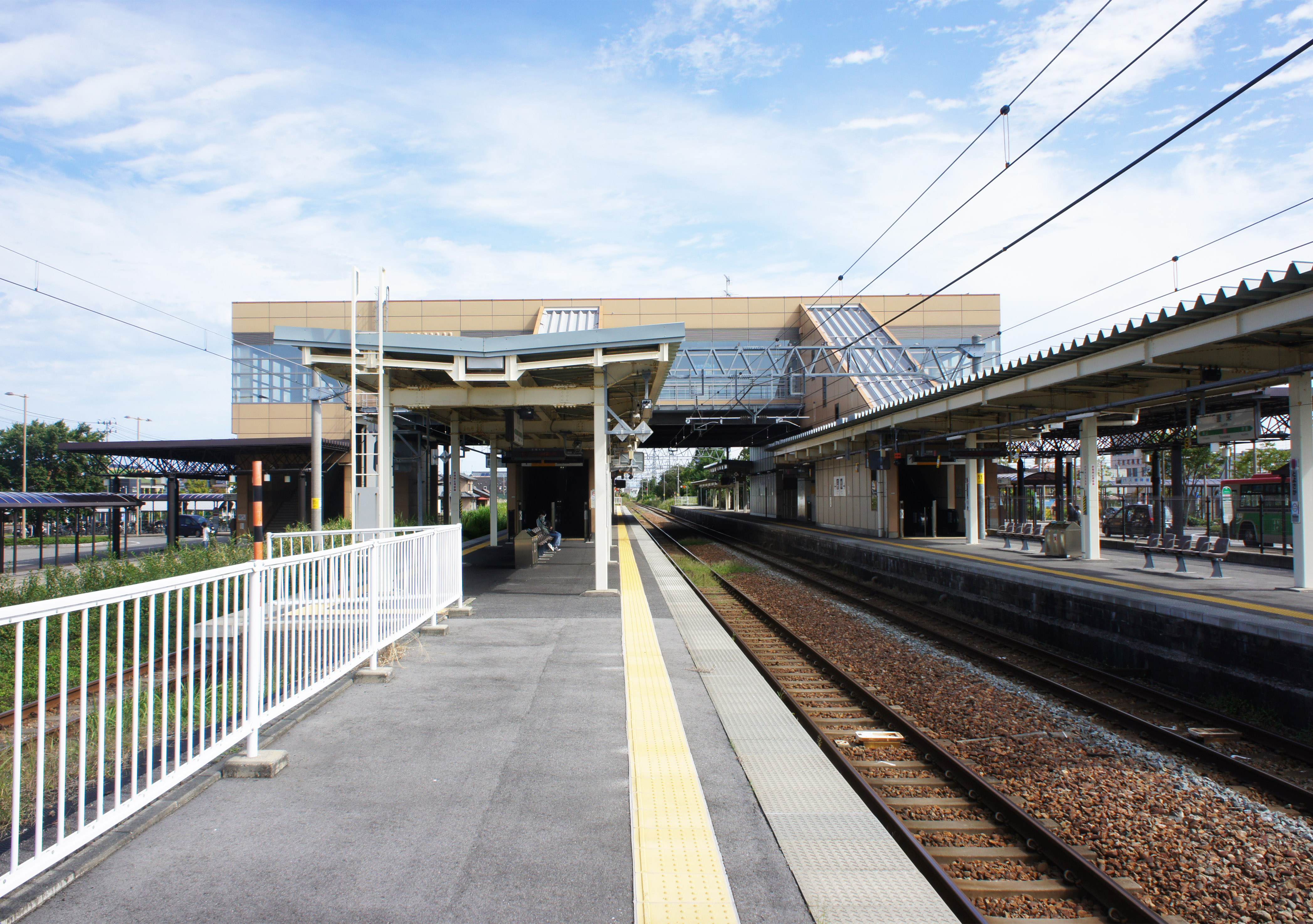
ホーム（2021年9月）

## 利用状況
JR東日本によると、2023年度（令和5年度）の1日平均乗車人員は3,197人である。
2000年度（平成12年度）以降の推移は以下のとおりである。
| 1日平均乗車人員推移 | 1日平均乗車人員推移 | 1日平均乗車人員推移 | 1日平均乗車人員推移 | 1日平均乗車人員推移 |
| 年度                | 定期外              | 定期                | 合計                | 出典                |
| ------------------- | ------------------- | ------------------- | ------------------- | ------------------- |
| 2000年（平成12年）  |                     |                     | 3,285               | [ 利用客数 2 ]      |
| 2001年（平成13年）  |                     |                     | 3,302               | [ 利用客数 3 ]      |
| 2002年（平成14年）  |                     |                     | 3,318               | [ 利用客数 4 ]      |
| 2003年（平成15年）  |                     |                     | 3,250               | [ 利用客数 5 ]      |
| 2004年（平成16年）  |                     |                     | 3,163               | [ 利用客数 6 ]      |
| 2005年（平成17年）  |                     |                     | 3,157               | [ 利用客数 7 ]      |
| 2006年（平成18年）  |                     |                     | 3,160               | [ 利用客数 8 ]      |
| 2007年（平成19年）  |                     |                     | 3,275               | [ 利用客数 9 ]      |
| 2008年（平成20年）  |                     |                     | 3,406               | [ 利用客数 10 ]     |
| 2009年（平成21年）  |                     |                     | 3,461               | [ 利用客数 11 ]     |
| 2010年（平成22年）  |                     |                     | 3,581               | [ 利用客数 12 ]     |
| 2011年（平成23年）  |                     |                     | 3,674               | [ 利用客数 13 ]     |
| 2012年（平成24年）  | 921                 | 2,803               | 3,725               | [ 利用客数 14 ]     |
| 2013年（平成25年）  | 939                 | 2,904               | 3,844               | [ 利用客数 15 ]     |
| 2014年（平成26年）  | 947                 | 2,784               | 3,732               | [ 利用客数 16 ]     |
| 2015年（平成27年）  | 991                 | 2,769               | 3,761               | [ 利用客数 17 ]     |
| 2016年（平成28年）  | 1,034               | 2,685               | 3,719               | [ 利用客数 18 ]     |
| 2017年（平成29年）  | 1,041               | 2,639               | 3,681               | [ 利用客数 19 ]     |
| 2018年（平成30年）  | 1,073               | 2,605               | 3,678               | [ 利用客数 20 ]     |
| 2019年（令和元年）  | 1,052               | 2,526               | 3,578               | [ 利用客数 21 ]     |
| 2020年（令和02年）  | 616                 | 1,955               | 2,572               | [ 利用客数 22 ]     |
| 2021年（令和03年）  | 699                 | 1,939               | 2,639               | [ 利用客数 23 ]     |
| 2022年（令和04年）  | 869                 | 2,016               | 2,885               | [ 利用客数 24 ]     |
| 2023年（令和05年）  | 979                 | 2,217               | 3,197               | [ 利用客数 1 ]      |

## 駅周辺

### 南口

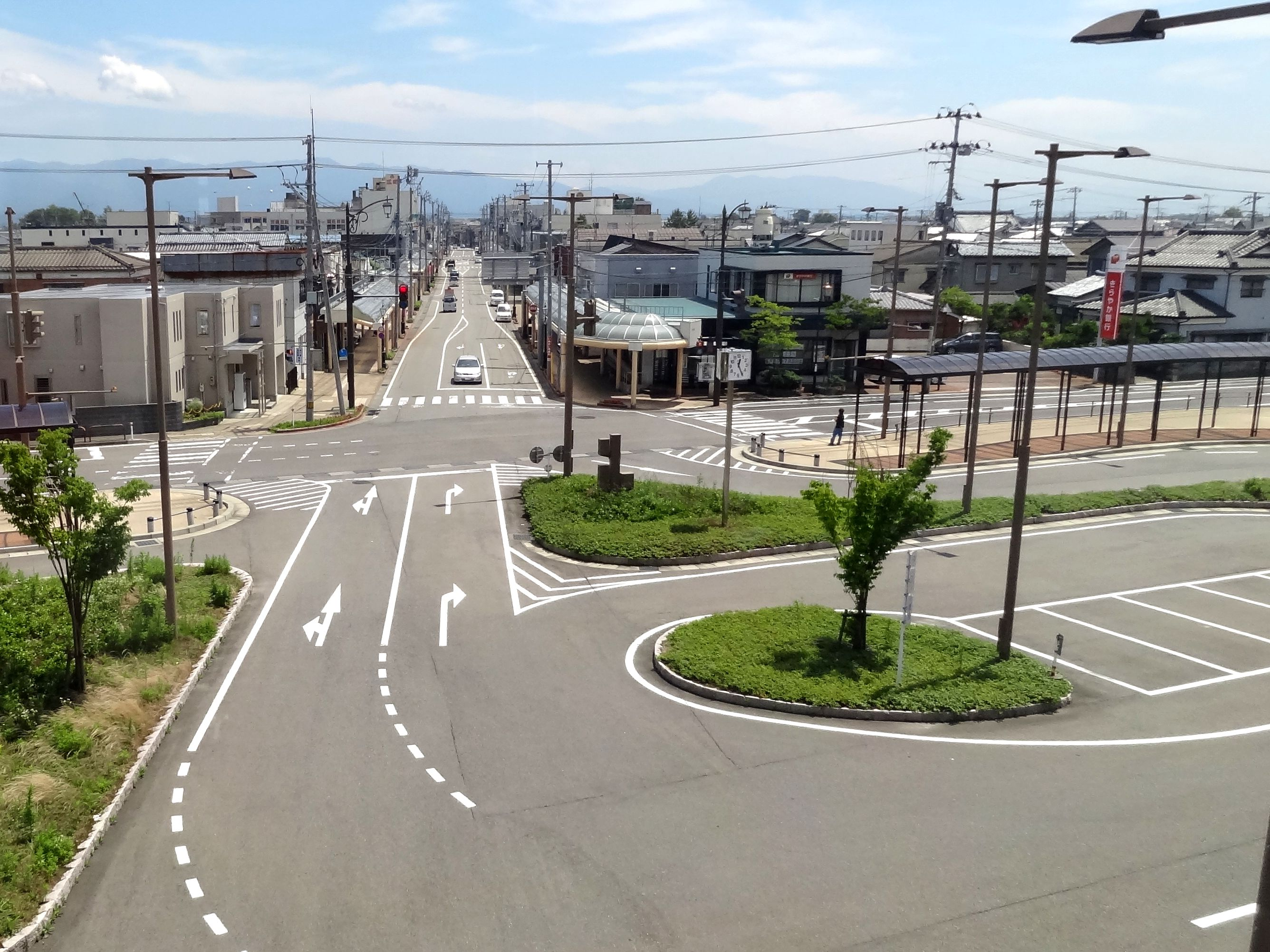
南口駅前

元々のエントランスである南口側は、北区豊栄地区の中心地。駅前は駅開業にあわせた都市計画により造成された「白新町」、その奥には旧北蒲原郡葛塚町時代からの旧市街地が広がり、公共施設などが多く立地する。タクシーはロータリー内に終日常駐している。
- 新潟県道26号新発田豊栄線
- きらやか銀行 豊栄出張所
- 新潟市 北区役所
- 豊栄郵便局
- 第四北越銀行 豊栄中央支店・豊栄支店
- 新潟市豊栄図書館
- 新潟市北区郷土博物館
- ウオロク 葛塚店

### 北口

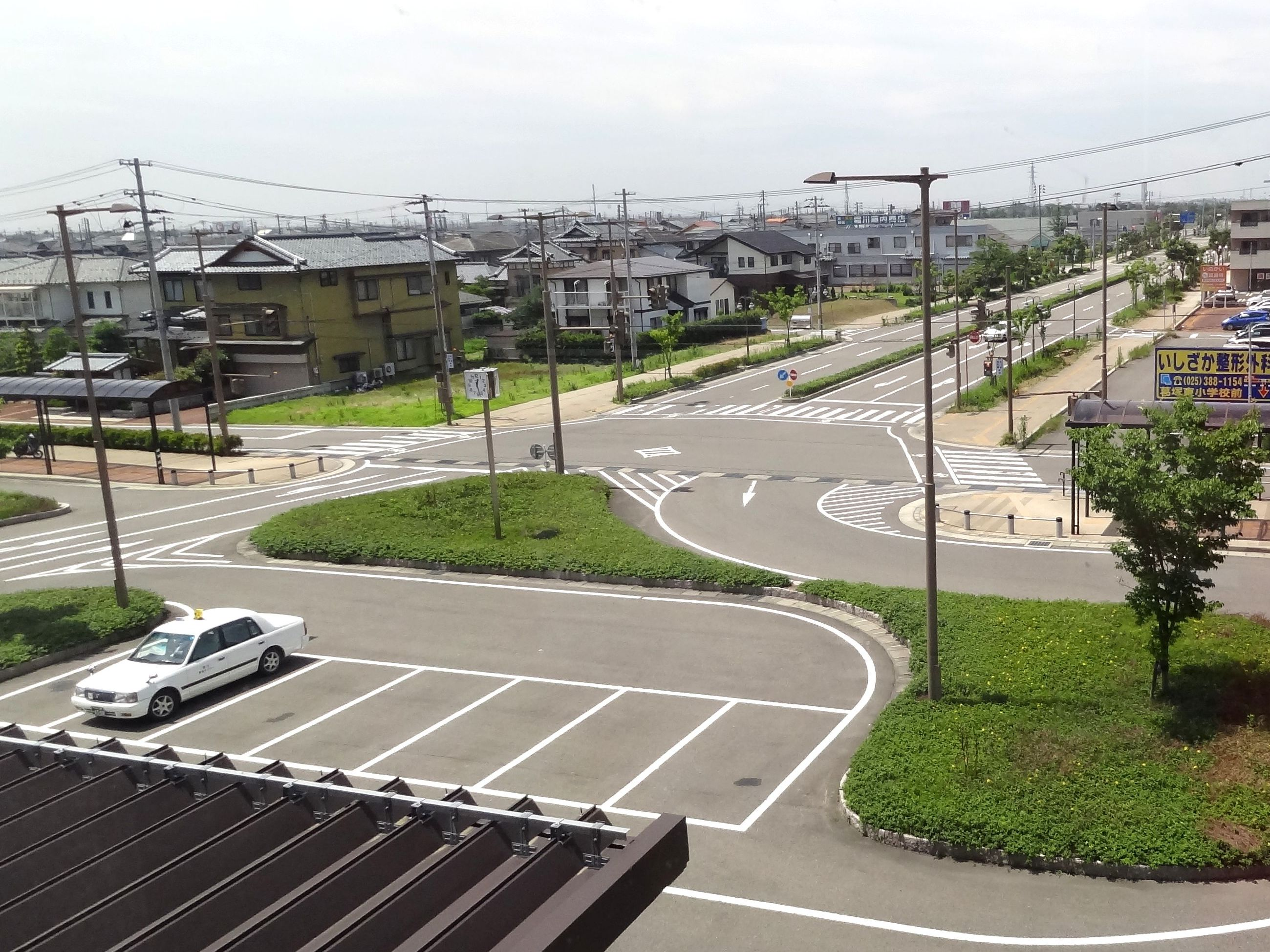
北口駅前

北口側は主に新興住宅地である。1970年代末期
から開発が始まり、現在も開発が進められている。タクシーは昼間は常駐、早朝・深夜は概ね列車発着前後のみ待機している。
- 大光銀行 豊栄支店
- JA新潟厚生連 豊栄病院
- ウオロク 豊栄店
- 大阪屋 豊栄店
- カインズスーパーセンター 新潟豊栄店
  - ベイシア新潟豊栄店
- 原信 豊栄店
- コメリホームセンター 豊栄店
- 葛塚バスストップ （日本海東北自動車道）

## バス路線
2020年（令和2年）4月現在、下記の路線バス・コミュニティバスが運行されており、駅の南北それぞれのロータリー内に停留所が設けられている。いずれも新潟交通グループが運行する路線バスとコミュニティバス「北区区バス」「おらってのバス」が発着する。

### 南口
| バス停名                    | 路線名                                                    | 系統番号・行先                                                           |
| --------------------------- | --------------------------------------------------------- | ------------------------------------------------------------------------ |
| 豊栄駅前 （ロータリー内）   | 新潟交通 ■ E4 大形線                                      | E45：新潟駅前・万代シテイ                                                |
| 豊栄駅前 （ロータリー内）   | 新潟交通 イベント臨時バス                                 | 臨時：新潟競馬場 ※中央競馬開催日・場外発売日のみ運行                     |
| 豊栄駅南口 （ロータリー内） | 区バス （太郎代浜ルート）                                 | 北01：太郎代浜・北区文化会館 ※土曜・休日・年末年始は全便運休             |
| 豊栄駅南口 （ロータリー内） | 住民バス「おらってのバス」 （葛塚ルート、1.5往復/運行日） | 北51：新崎駅北口・太夫浜上・北区文化会館 ※土曜・休日・年末年始は全便運休 |

新潟交通グループと区バスで停留所名が異なるが、いずれも駅前広場のロータリー西側に設置されている。

月岡温泉シャトルバスは2025年7月24日をもって運行休止となり、新潟駅発着、新発田駅発着に振り替え。

### 北口
| バス停名                    | 路線名                                                    | 系統番号・行先                                                           |
| --------------------------- | --------------------------------------------------------- | ------------------------------------------------------------------------ |
| 豊栄駅北口 （ロータリー内） | 新潟交通 ■ 芋黒線                                         | 芋黒：新潟医療福祉大学 ※土曜・休日・年末年始は全便運休                   |
| 豊栄駅北口 （ロータリー内） | 区バス （太郎代浜ルート）                                 | 北01：太郎代浜・北区文化会館 ※土曜・休日・年末年始は全便運休             |
| 豊栄駅北口 （ロータリー内） | 住民バス「おらってのバス」 （葛塚ルート、1.5往復/運行日） | 北51：新崎駅北口・太夫浜上・北区文化会館 ※土曜・休日・年末年始は全便運休 |

このほか、新潟医療福祉大学や敬和学園高等学校、南浜病院など周辺諸施設のスクールバスや送迎バスが北口周辺を発着する。

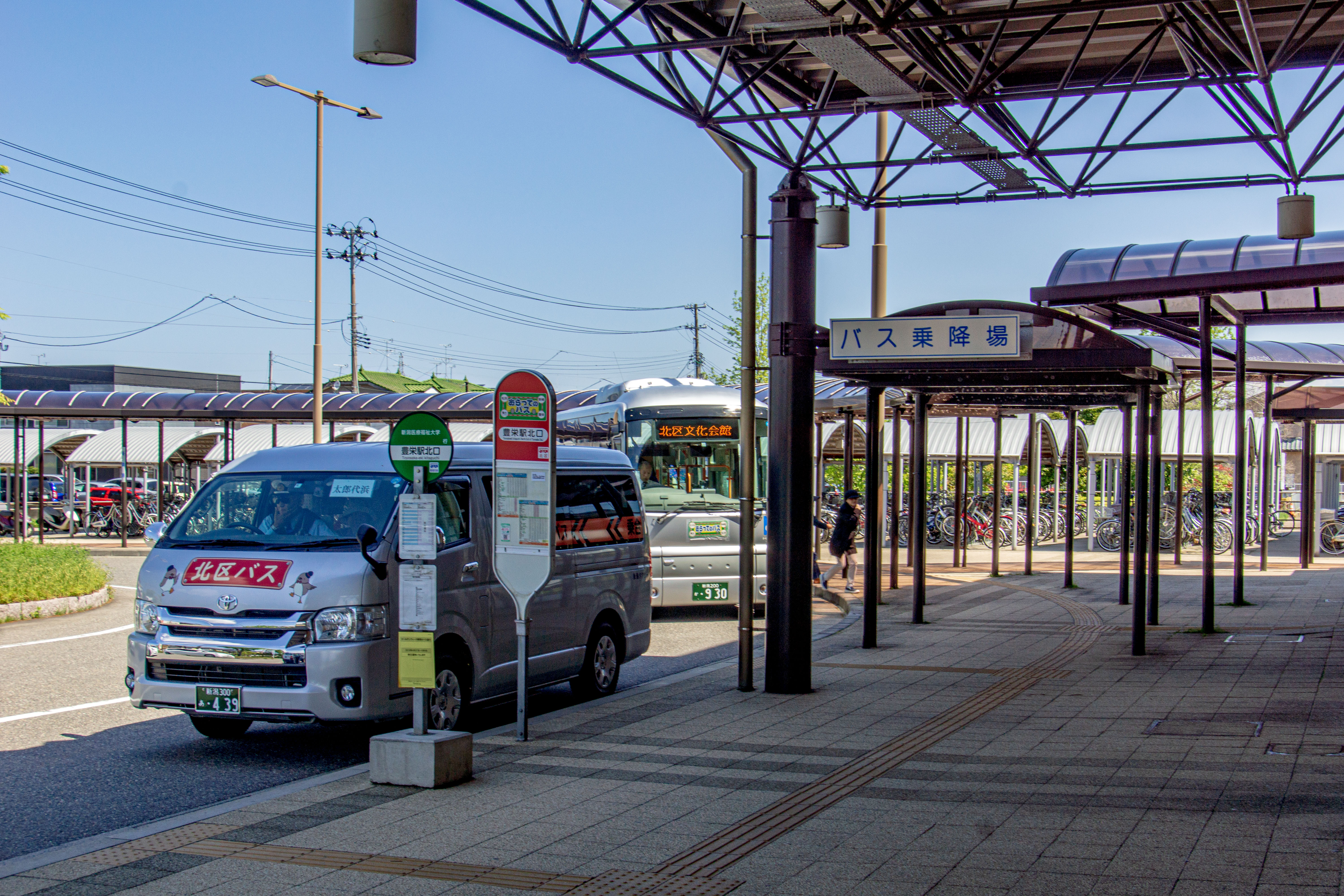
北口ロータリーに停車する区バス（手前）およびおらってのバス（奥）（2019年5月）
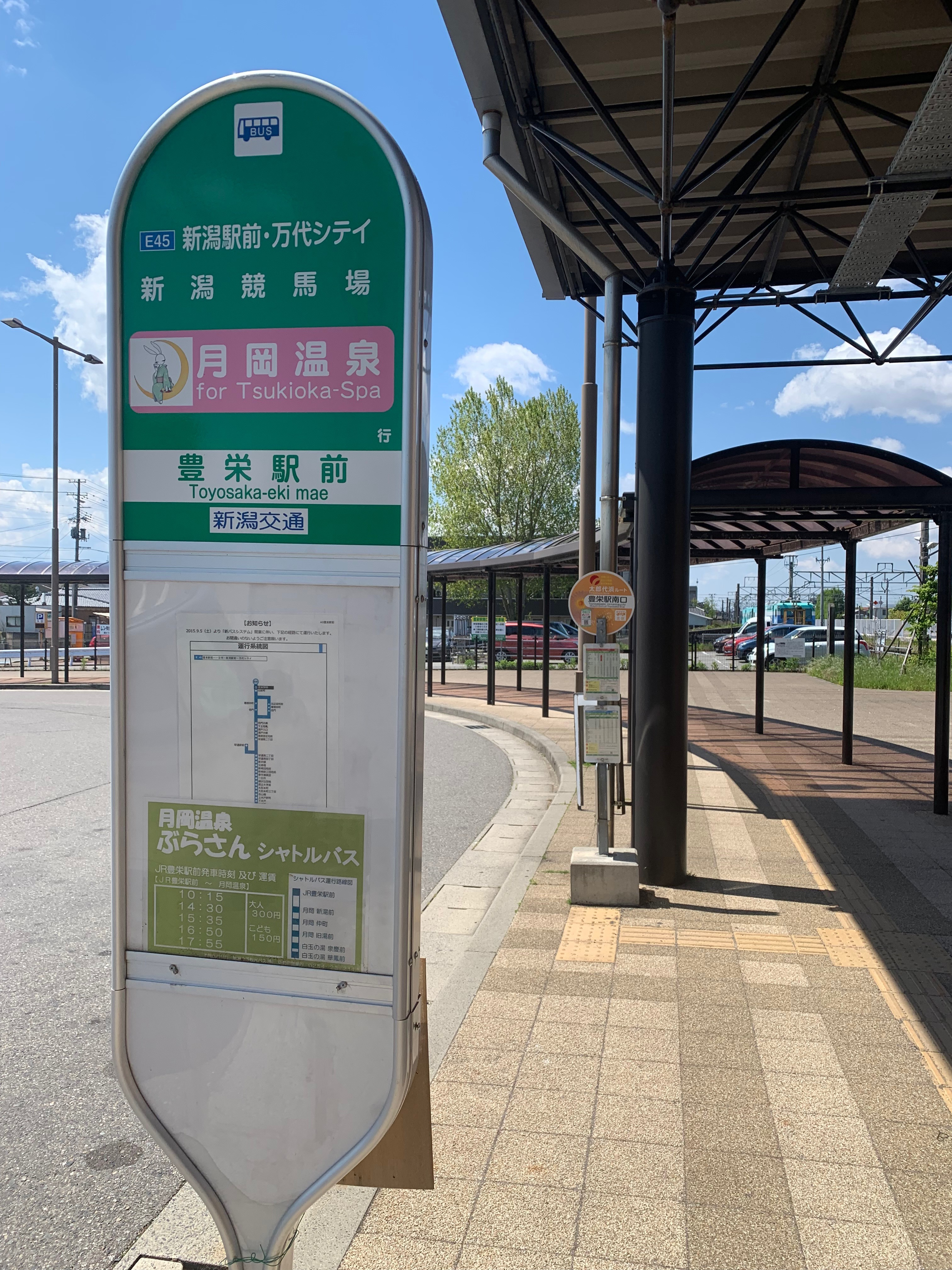
南口ロータリー内のバス停。奥の区バスバス停の裏側に「おらってのバス」の案内がある。（2019年5月）

## 隣の駅
東日本旅客鉄道（JR東日本）
■白新線
- 特急「いなほ」停車駅

■快速（下りのみ運転）
新潟駅 → 豊栄駅 → 新発田駅
■普通
早通駅 - 豊栄駅 - 黒山駅

### 記事本文